# Pieter Merkus

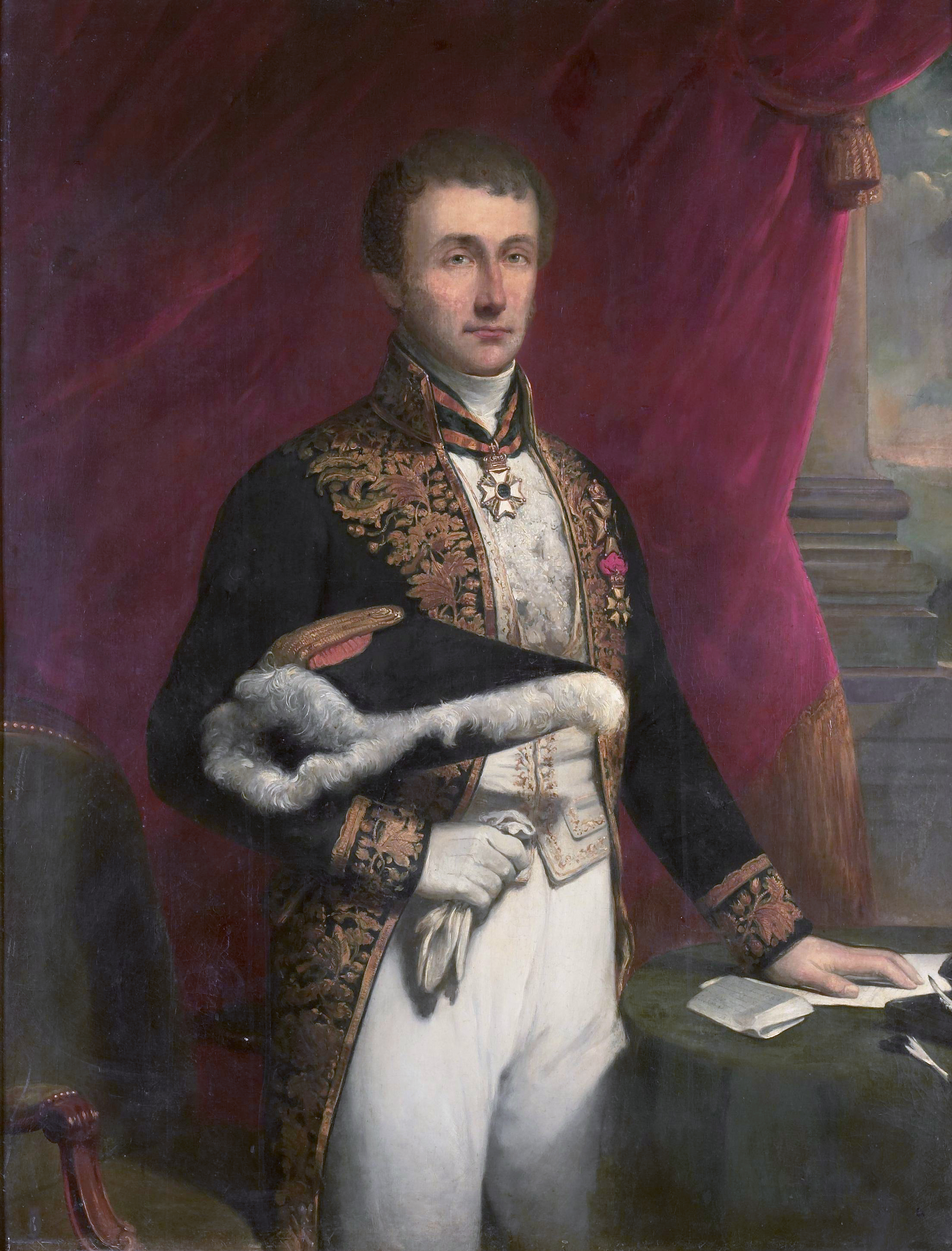
Pieter Merkus. Werk von Johan Willem Pieneman

Pieter Merkus (* 18. März 1787 in Naarden; † 2. August 1844 in Soerabaya) war ein niederländischer Kolonialpolitiker und von 1841 bis 1844 Generalgouverneur der Kolonie Niederländisch-Indien.

## Leben
Pieter Merkus studierte an der Universität in Leiden Rechtswissenschaften und wurde 1808 unter dem Rektor Johannes van Voorst promoviert. Später wirkte er ab 1816 als Beamter in Batavia und wurde 1822 Gouverneur der Molukken.
1826 wurde er Präsident des Obersten Gerichtshofs (Hooggerechtshof) in Niederländisch-Ostindien, trat 1829 dem Indischen Rat (Raad van Indië) bei und wirkte von 1841 bis 1844 als Generalgouverneur von Niederländisch-Indien. Er starb während einer Reise nach Surabaya.
Pieter Merkus war Präsident der Königlich Batavische[n] Gesellschaft der Künste und Wissenschaften (Koninklijk Bataviaasch Genootschap van Kunsten en Wetenschappen) und wurde am 15. Oktober 1842 unter der Präsidentschaft von Christian Gottfried Daniel Nees von Esenbeck unter der Matrikel-Nr. 1505 als Mitglied in die Kaiserliche Leopoldino-Carolinische Deutsche Akademie der Naturforscher aufgenommen.

## Schriften
- Dissertatio juridica inauguralis De legatis poenae nomine relictis. Lugduni Batavorum 1808 (Digitalisat)